# Przeglądarka plików
Przeglądarka plików (ang. file viewer) – program komputerowy wyświetlający w uproszczony sposób zawartość pliku utworzonego pierwotnie w innej aplikacji i pozwalający zorientować się w jego zawartości; zazwyczaj przeglądarka nie zawiera żadnych narzędzi edycyjnych, aczkolwiek niektóre przeglądarki pozwalają dokonywać drobnych poprawek. Na ogół przeglądarki pozwalają też drukować zawartość pliku i kopiować zawartość do schowka.